# Neomochtherus latipennis
Neomochtherus latipennis là một loài ruồi trong họ Asilidae. Neomochtherus latipennis được Hine miêu tả năm 1909.